# Lim xanh
Lim xanh (danh pháp hai phần: Erythrophleum fordii), là một loài thực vật thuộc phân họ Vang.

## Mô tả
Là cây gỗ lớn, cao trên 30m. Thân thẳng, tròn, gốc có bạnh nhỏ, vỏ màu nâu có nhiều nốt sần màu nâu nhạt sau bong mảng hoặc vẩy lớn, lớp vỏ trong màu nâu đỏ. Nếu cây mọc lẻ thường phân cành thấp, cành non màu xanh lục. Lá kép lông chim 2 lần mọc cách, có 3-4 đôi cuống cấp 2. Hoa tự hình chùm kép. Hoa lưỡng tính gần đều. Quả đậu hình trái xoan thuôn. Hạt dẹt màu nâu đen, xếp lợp lên nhau, vỏ hạt cứng, dây rốn dày và to gần bằng hạt.

## Sinh thái
Cây mọc chậm. Là cây ưa sáng nhưng lại chịu bóng khi còn nhỏ. Phân bố trên đất sét hoặc sét pha sâu dày, khí hậu nhiệt đới mưa mùa. Có khả năng tái sinh hạt và chồi tốt. Phân bố chủ yếu ở Việt Nam, Đài Loan và Trung Quốc.

## Sử dụng
Cây lim được dùng để lấy gỗ, làm bóng mát, nghiên cứu khoa học; vỏ cây cũng chứa nhiều chất chát dùng để nhuộm.